# Куадра (остров)

Остров Куадра (на английски: Quadra Island) е 19-ият по големина остров край западните брегове на Канада в Тихия океан. Площта му е 270 km2, която му отрежда 95-о място сред островите на Канада. Административно принадлежи към канадската провинция Британска Колумбия.

## География
Островът се намира край западното крайбрежие на Британска Колумбия, на изток от големия остров Ванкувър, от който го отделя протока Дискавъри (минимална ширина 700 м). На север и североизток протока Окисоло го отделя от островите Сонора и Маурейе, а на изток протока Хоскин (минимална ширина 800 м) – от остров Рийд. Малко пò на изток, зад протока Сутил е остров Кортес.
Крайбрежието на острова с дължина 159 км е доста разчленено, с можество малки заливи. Островът има много характерна форма, приличаща на свит юмрук с изпънат и насочен показалец на юг. От север на юг дължината му е 34,5 км, а ширината му варира от 14,2 на север до 1,6 км на юг („показалеца“).
По-голямата част на острова е хълмиста с максимална височина до 619 м (връх Маунт Сеймур) в западната част, докато южната тясна част е равнинна и никъде височината не превишава 100 м. Целият остров е изпъстрен със стотици малки, главно проточни езера по късите, но пълноводни почти целогодишно реки. По-големи езера са: Мейн (най-голямото на острова), Клиър, Вилидж Бей, Морт, Страмбърг, Нютън и други, а най-голямата река е Лиома, течаща от север на юг през езерата Мейн и Вилидж Бей и вливаща се в залива Вилидж Бей.
Климатът е умерен, морски, влажен. Голяма част от острова е покрита с гъсти иглолистни гори. На острова са създадени четири провинциални парка: „Мейн Лейк“ – в източната част, „Смол Инлет“ – морски провинциален парк, на север, „о-ви Октопус“ – морски провинциален парк, на североизток и „Ребека Спит“ – морски провинциален парк, в южната част, които предоставят идеални условия за опазване на местната флора и фауна. Създадените природни паркове, чудесните естествени плажове в южната част, изградените екопътеки и множеството малки езера са предпоставка за развиване на туризма и рекреационното дело на острова.

## Население
През 2006 г. на острова живеят 2472 души, разпределени в две селища – Куатаски Коув (Quathiaski Cove) на югозападното и Хариот Бей (Heriot Bay) – на югоизточното крайбрежие. Освен тези две постоянно населени места има още две ваканционни селища Гранит Бей (Granite Bay) на брега на залива Каниш и Якулта (Yaculta) в най-южната част на острова, в които сезонно пребивават известно количество жители, обслужващи множеството туристи, посещаващи острова. От двете постоянни селища Куатаски Коув и Хариот Бей има редовно двежещи се фериботи, съответно до съседните острови Ванкувър (град Камбъл Ривър) и Кортес (град Уелтаун).

## История
Островът е открит през 1792 г. от експедицията на Джордж Ванкувър, но повече от 100 години островът е безименен. През 1903 г. географският съвет на Канада приема решение големия остров, който дотогава се е наричал Ванкувър-Куадра да се нарича само Ванкувър, а по-малкия, източно от него Куадра е кръстен в чест на мореплавателя Хуан Франсиско де ла Бодега и Куадра, който по същото време и в същия район ръководи испанска правителствена експедиция и заедно с Джордж Ванкувър откриват и картират големи участъци от западното крайбрежие на Британска Колумбия.